# العبرات (ملحان)

تعديل مصدري - تعديل

العبرات هي إحدى قرى عزلة الشرق الغزاونة بمديرية ملحان التابعة لمحافظة المحويت، بلغ تعداد سكانها 913 نسمة حسب تعداد اليمن لعام 2004.